# Irán a 2011-es úszó-világbajnokságon
Irán a 2011-es úszó-világbajnokságon három úszóval vett részt.

## Úszás
Férfi
| Versenyző          | Esemény                         | Selejtező | Selejtező | Elődöntő          | Elődöntő          | Döntő             | Döntő             |
| Versenyző          | Esemény                         | Idő       | Helyezés  | Idő               | Helyezés          | Idő               | Helyezés          |
| ------------------ | ------------------------------- | --------- | --------- | ----------------- | ----------------- | ----------------- | ----------------- |
| Mohammad Bidarian  | Férfi 50 méteres gyorsúszás     | 24.33     | 51        | Nem jutott tovább | Nem jutott tovább | Nem jutott tovább | Nem jutott tovább |
| Mohammad Bidarian  | Férfi 100 méteres gyorsúszás    | 52.42     | 56        | Nem jutott tovább | Nem jutott tovább | Nem jutott tovább | Nem jutott tovább |
| Mohammad Alirezaei | Férfi 50 méteres mellúszás      | 28.18     | 22        | Nem jutott tovább | Nem jutott tovább | Nem jutott tovább | Nem jutott tovább |
| Mohammad Alirezaei | Férfi 100 méteres mellúszás     | DNS       | DNS       | Nem jutott tovább | Nem jutott tovább | Nem jutott tovább | Nem jutott tovább |
| Saeed Ashtiani     | Férfi 100 méteres pillangóúszás | 56.83     | 50        | Nem jutott tovább | Nem jutott tovább | Nem jutott tovább | Nem jutott tovább |
| Saeed Ashtiani     | Férfi 200 méteres vegyesúszás   | 2:09.81   | 41        | Nem jutott tovább | Nem jutott tovább | Nem jutott tovább | Nem jutott tovább |